# سلامة الدراج
قرية سلامة الدراج هي قرية تقع في منطقة جازان جنوب غرب السعودية. تبعد عن جازان 20 كيلو متر شرقا، وعن محافظة أبو عريش 8 كيلو متر غربا تقريبا، وهي تتبع لمحافظة أبو عريش، وتعتبر الخط الرئيسي للقرى المجاورة حيث يعبرون من خلالها للوصول إلى أبو عريش.

## السكان
يبلغ عدد سكان القرية 1000 نسمة تقريبا.

## مدرسة سلامة الدراج

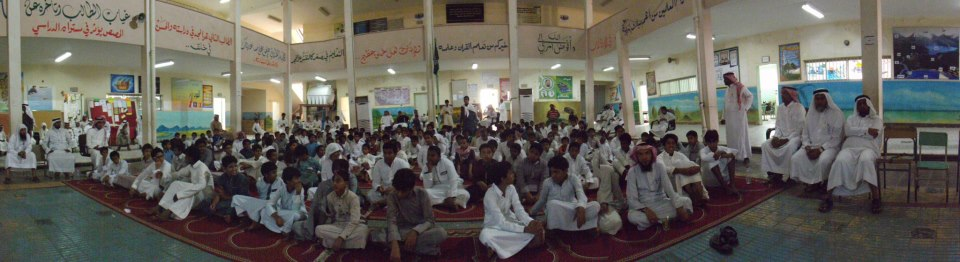
عدد من الطلاب والمعلمون داخل المدرسة

مدرسة سلامة الدراج الابتدائية والمتوسطة تقع في شمال غرب القرية وتقام فيها عدد من الفعاليات غير التعليم؛ مثل الدورة القرآنية والمراكز الصيفية أحيانا.